# Kaisers
Kaisers je obec v Rakousku ve spolkové zemi Tyrolsko v okrese Reutte.
Žije zde 74 obyvatel (1. 1. 2011).